# محمد بحرالعلوم
محمد بحرالعلوم (به عربی: سید محمد بحرالعلوم، زادهٔ ۱۳۰۶ شمسی – درگذشتهٔ ۱۳۹۴ شمسی) یک سیاست‌مدار اهل عراق بود. وی بیش از پنجاه تألیف در زمینه تاریخ، فقه و سیاست دارد. بحرالعلوم نقش زیادی در تشکیل عراق جدید دارد و پس از سرنگونی حکومت بعث در عراق رئیس شورای انتقالی بود. وی پدر ابراهیم محمد بحرالعلوم وزیر نفت عراق (از ۲۰۰۳ - تا ۲۰۰۵) و نیز پدر محمدحسین محمد بحرالعلوم سفیر عراق در کویت (از سال ۲۰۱۰) بود.

## زندگی
وی اولین مؤسسه علوم سیاسی در نجف را بنا نهاد. در سال ۱۹۹۲ به لندن نقل مکان کرد و سالها با حکومت صدام مبارزه کرد. وی یکی از اعضای فعال جامعه شیعیان لندن و رئیس مرکز اهل بیت در جنوب لندن بود. پس از برکناری صدام حسین در سال ۲۰۰۳، به عنوان بخشی از عملیات آزادی عراق، العلوم به عضویت شورای حکومت موقت عراق منصوب شد. وی با حضور در دولت موقت موافقت کرد و به ریاست دوره ای ۹ نفره منصوب شد. وی اولین رئیس موقت شورا بود که از ۲۲ تیر ۱۳۸۲ تا ۱ مرداد ۱۳۸۲ در این سمت مشغول به کار بود. وی در سال ۱۳۹۴ شمسی در نجف درگذشت.

## تحصیلات
وی فارغ‌التحصیل دانشگاه نجف در علوم دینی و دارای دکتری علوم اسلامی از دانشگاه قاهره در سال ۱۹۷۹ است.

## مجازات اعدام در زمان صدام
بحر العلوم از معارضان رژیم صدام بود که به‌طور غیابی در سال ۱۹۶۹ به سبب فعالیت‌هایش برای وی حکم اعدام صادر شد.
بحرالعلوم با سرنگونی رژیم صدام در سال ۲۰۰۳ به عنوان شورای حکومت انتقالی موقت انتخاب شد و اولین رئیس موقت عراق پس از خلع صدام حسین از حکومت توسط ایالات متحده آمریکا بود. وی از ۳۱ ژوئیه تا یکم اوت سال ۲۰۰۳ رئیس شورای انتقالی موقت بود و دوباره از یکم مارس تا آوریل همان ۲۰۰۴ رئیس شورای انتقالی عراق شد.
در عراق مؤسسه مطالعات عالی در نجف را بنا نهاد که اولین مؤسسه علوم سیاسی در نجف محسوب می‌شود.